# Ogema (Minnesota)
Pour les articles homonymes, voir Ogema.
Ogema est un village de la réserve indienne de White Earth dans le comté de Becker dans le Minnesota. La population était de 184 habitants en 2010.

## Géographie
D'après le Bureau du recensement des États-Unis, la ville a une surface totale de 3,3 km2, dont 3,1 km2 sont des terres et 012 km2 sont de l'eau.

## Démographie
| Groupe            | Ogema | Minnesota | États-Unis |
| ----------------- | ----- | --------- | ---------- |
| Amérindiens       | 46,2  | 1,1       | 0,9        |
| Blancs            | 38,6  | 85,3      | 72,4       |
| Métis             | 15,2  | 2,4       | 2,9        |
| Autres            | 0     | 11,2      | 23,8       |
| Total             | 100   | 100       | 100        |
|                   |       |           |            |
| Latino-Américains | 3,3   | 4,7       | 16,7       |

Selon l'American Community Survey, pour la période 2011-2015, 93,25 % de la population âgée de plus de 5 ans déclare parler anglais à la maison, alors que 5,52 % déclare parler l'ojibwé et 1,23 % une langue chinoise.

## Référence
- (en) Cet article est partiellement ou en totalité issu de l’article de Wikipédia en anglais intitulé « Ogema, Minnesota » (voir la liste des auteurs).

1. ↑  (en) « Ogema, MN Population - Census 2010 and 2000 », sur censusviewer.com.
2. ↑  (en) « Population of Minnesota - Census 2010 and 2000 », sur censusviewer.com.
3. ↑  (en) « Language spoken at home by ability to speak english for the population 5 years and over », sur factfinder.census.gov (consulté le 12 avril 2017).